# Subcarpați
Subcarpați (deutsch Karpatenvorland) ist eine rumänische Hip-Hop-Band aus Bukarest.

## Entstehung und Stil
Die Band wurde 2010 von MC Bean (Alexe Marius Andrei) gegründet. Sie ist bekannt dafür, Hip-Hop mit Elementen der rumänischen Volksmusik zu mischen und somit ein Genre zu schaffen, das oft als „Untergrund-Folklore“ bezeichnet wird. MC Bean, der zuvor bei der Band Șuie Paparude aktiv war, wollte mit Subcarpați eine zeitgemäße kulturelle Bewegung schaffen, um die Bedeutung der rumänischen Folklore in der modernen Musik wieder aufleben zu lassen.
Das Projekt hat im Laufe der Jahre zahlreiche Künstler zusammengebracht, darunter Surorile Osoianu, Motanu', Faust, AFO, DJ Power pe Vinil, Fanescu, Argatu' und weitere Mitwirkende. Diese Künstler tragen zur einzigartigen Mischung von Subcarpați bei, indem sie traditionelle rumänische Melodien und Instrumente mit modernen Musikstilen wie Trip-Hop, Dubstep und Dancehall kombinieren. Die Musik des Projekts zielt darauf ab, ein Bewusstsein für die rumänischen Wurzeln zu schaffen, ohne dabei nostalgisch oder pathetisch zu wirken. Stattdessen wird eine Brücke zwischen der Vergangenheit und der Gegenwart geschlagen, die vor allem junge Menschen anspricht.
Subcarpați tritt regelmäßig auf großen Festivals in Rumänien und im Ausland auf, wie dem Untold Festival, Electric Castle. Zusätzlich zu ihrer musikalischen Arbeit engagieren sich Subcarpați auch für kulturelle Projekte wie das „Atelierul de Identitate“.

## Diskografie
Alben
- Subcarpați (2010)
- Underground Folclor (2012)
- Pielea de găină (2014)
- Satele Unite ale Balcanilor (2016)
- Zori și Asfințit (2018)
- Valea Voltului (2023)